# Cyclophora pendulinaria
Cyclophora pendulinaria là một loài bướm đêm trong họ Geometridae.